# Harvard Ukrainian Studies
Harvard Ukrainian Studies – periodyk wydawany od 1977 przez Harvard Ukrainian Research Institute. Jest międzynarodowym czasopismem pełniącym funkcję forum studiów nad historią i kulturą Ukrainy.
Publikuje artykuły, dokumenty, opinie i dyskusje naukowe. Powstał w marcu 1977 z inicjatywy Omeljana Pritsaka i Ihora Ševčenki. Początkowo wydawany był jako kwartalnik, a później półrocznik. Co jakiś czas publikuje numery tematyczne: The Kiev Mohyla Academy (vol. 8, z. 1–2), Concepts of Nationhood in Early Modern Eastern Europe (vol. 10, z.3–4), Proceedings of the International Congress Commemorating the Millennium of Christianity in Rus’-Ukraine vol. 12–13, Lviv: a City in the Crosscurrents of Culture (vol. 24), Ukrainian Church History (vol. 26). Część numerów spełniła też rolę ksiąg pamiątkowych dla wybitnych uczonych: Omeljana Pritsaka (vol. 3–4), Ihora Ševčenki (vol. 7), Edwarda L. Keenana (vol. 19), Romana Szporluka (vol. 22), Michaela Fliera (vol. 28), George'a G. Grabowicza (vol. 30).